# 爱尔福特之降
在1806年10月16日的爱尔福特之降中，奥兰治亲王威廉麾下的普鲁士士兵由于在耶拿-奥尔施泰特战役中惨败，士气低落，不愿进行更多的抵抗，于是在爱尔福特（现属于德国图林根州）向法兰西第一帝国元帅若阿尚·缪拉投降。该事件发生在第四次反法同盟期间，爱尔福特城位于耶拿以西约40公里处的格拉河上。
仅仅八天前，法皇拿破仑一世率领大军入侵萨克森选侯国，连续两次击溃了普鲁士军队的防线。紧随其后的是10月14日耶拿-奥尔施泰特战役中的灾难。战斗结束后，普鲁士军队被分割瓦解，大量普鲁士残兵进入爱尔福特城。当若阿尚·缪拉率领的法军骑兵兵临城下时，该城没有进行任何战斗就投降了。

## 背景
10月初，三支普鲁士军队在不伦瑞克公爵卡尔·威廉·斐迪南元帅、霍恩洛厄-英格尔芬根亲王费雷德里希·路德维希和恩斯特·冯·吕歇尔的领导下在萨克森选侯国集结。霍恩洛厄的军队包括20,000名萨克森人。在战线中心，布伦瑞克公爵的军队集中在爱尔福特，霍恩洛厄在战线东边防守鲁多尔施塔特，而吕歇尔在西边镇守哥达和爱森纳赫。萨克森-魏玛-艾森纳赫公爵卡尔·奥古斯特率领的部队在吕歇尔的右翼集合并向南靠近法军的通讯线。由符腾堡公爵欧根·腓特烈指挥的后备军驻扎在马格德堡以北很远的地方。

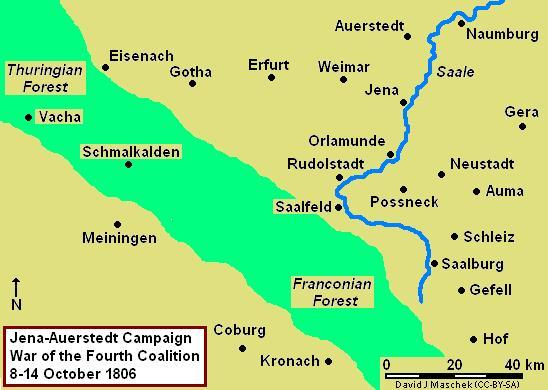
1806年10月8日至16日的耶拿-奥尔施泰特战役

10月8日，拿破仑的180,000名士兵开始由弗兰肯林山穿越萨克森边境。他的部队由三个纵队组成，每个纵队有两个军，外加骑兵预备队、帝国卫队和一些巴伐利亚王国的盟军。10月9日，法国人在施莱茨之战中赢得了小规模的胜利。第二天，让·拉纳元帅的第五军团在萨尔费尔德战役中击溃了路易·斐迪南亲王的部队，年轻的亲王在战斗中阵亡。
10月12日，拿破仑命令他的军队向西方向形成钳形攻势。普鲁士军队决定撤退，利用萨勒河来保护他们的侧翼。不伦瑞克公爵决定从魏玛向北推进主力军，而霍恩洛厄则在耶拿附近作为侧翼守卫，吕歇尔得到的命令是留在魏玛。耶拿-奥尔施泰特战役发生在10月14日，当时拿破仑袭击了霍恩洛厄的部队，而不伦瑞克的部队则遇到了路易·尼古拉·达武元帅的第三军团。不伦瑞克、霍恩洛厄和吕歇尔的军队被赶出两个战场。不伦瑞克公爵的军队损失了13,000人，不伦瑞克在战役中受到了致命伤。霍恩洛厄和吕歇尔的部队伤亡人数多达25,000人。
10月15日凌晨5点，拿破仑下达了新的指令以充分利用他在耶拿的巨大胜利。四个小时后，他得知了路易·尼古拉·达武元帅在奥尔施泰特的胜利。若阿尚·缪拉指挥的骑兵预备队被拆分，一半向西推进到爱尔福特，一半向西北推进到布特尔施泰特。拿破仑派米歇尔·内伊元帅的第六军团前往爱尔福特以支援缪拉的骑兵，并命令让·德迪厄·苏尔特的第四军团前往布特尔施泰特。拿破仑接着指示让-巴蒂斯特·贝尔纳多特元帅率领的第一军团向奥尔施泰特以北的巴特比布拉移动，以防止逃亡的普鲁士残兵越过易北河向东逃跑。考虑到作为14日战斗最为艰苦的部队，他允许让·拉纳元帅的第五军团和皮埃尔·奥热罗元帅的第七军团留在魏玛附近，而达武的第三军团则向瑙姆堡进发。

## 投降

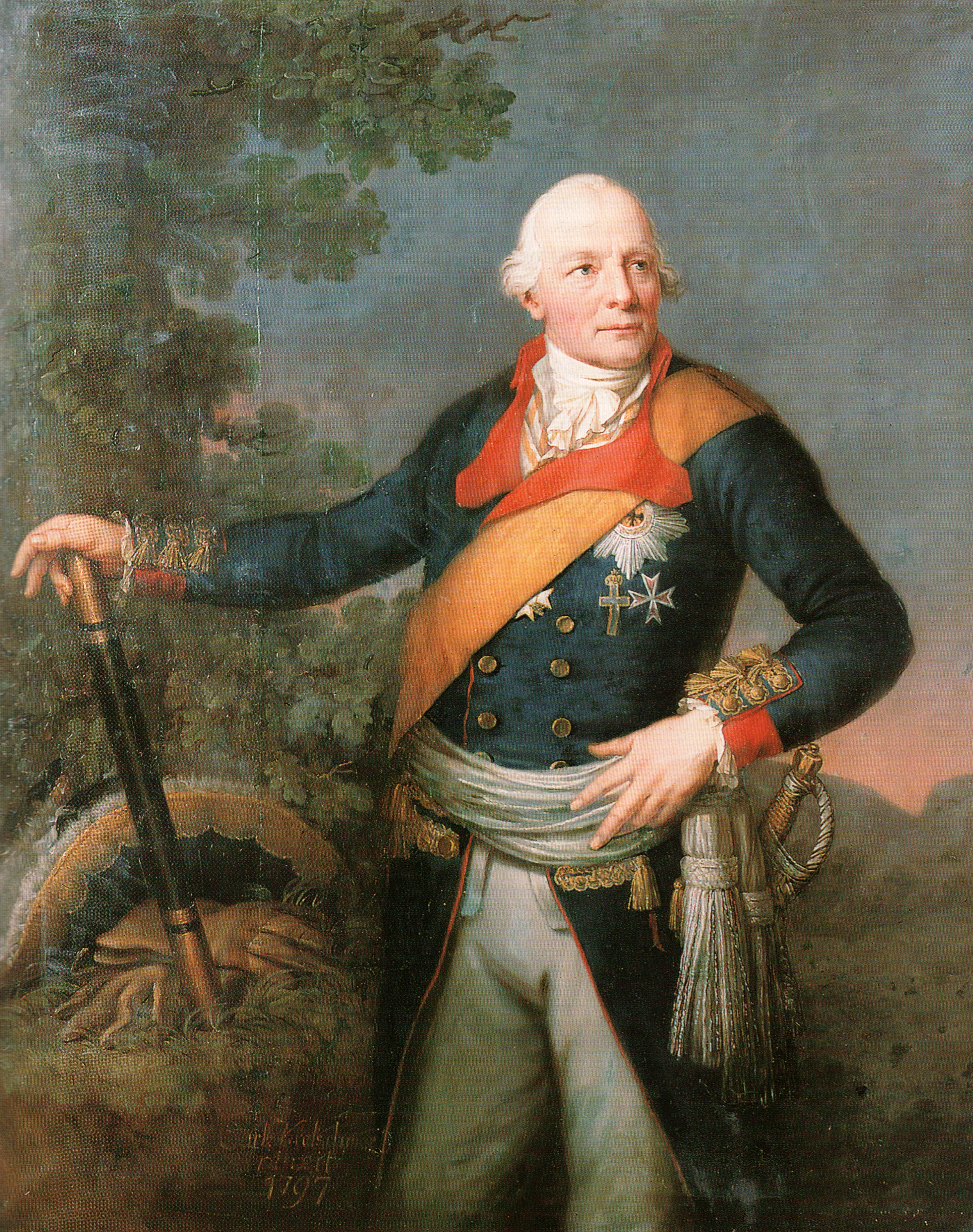
维查德·冯·莫伦多夫（Wichard von Möllendorf）

14日的战斗结束后，大量溃败的士兵抵达爱尔福特。起初他们被守城士兵拒绝进入，但后来城门被打开，很快城里挤满了至少12,000名士气低落的士兵。一些军官试图让士兵返回他们的部队，但这些士兵拒绝合作。到15日中午，缪拉和他的骑兵主力已经来到爱尔福特附近。普军的冯·荣-拉里施少将站在城前的战线上，他的部队位置很差，背靠格拉河，所以他命令步兵撤退到城里。缪拉的骑兵随后的冲锋将荣-拉里施的骑兵赶回河对岸，法军还俘获了一个普军炮台。

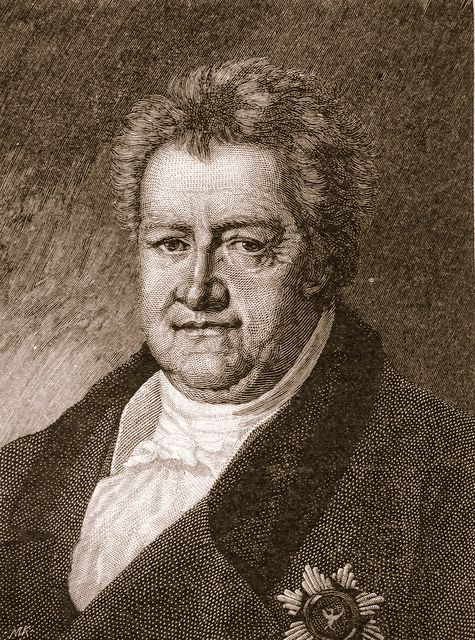
萨克森-魏玛公爵卡尔

错过了耶拿-奥尔施泰特战役战役的萨克森-魏玛-艾森纳赫公爵卡尔·奥古斯特的部队很快出现在爱尔福特以西。维查德·冯·莫伦多夫元帅试图组织从爱尔福特西北到巴特朗根萨尔察的撤退，命令萨克森-魏玛-艾森纳赫公爵进行掩护。车队将率先撤离，其次是骑兵，然后是步兵。但在奥尔施泰特负伤的莫伦多夫元帅随后病倒，最终撤离计划未能实行。
15日下午2点30分，缪拉派法军一位上校携带休战旗帜进入爱尔福特。法军要求普军立即投降，但却遭到了普鲁士指挥官的拒绝。萨克森-魏玛-艾森纳赫公爵此时仍在爱尔福特附近等待，希望有更多的军队加入撤退，但最终并没有很多士兵跟随其一起撤离。傍晚，萨克森-魏玛-艾森纳赫公爵向巴特朗根萨尔察撤退。

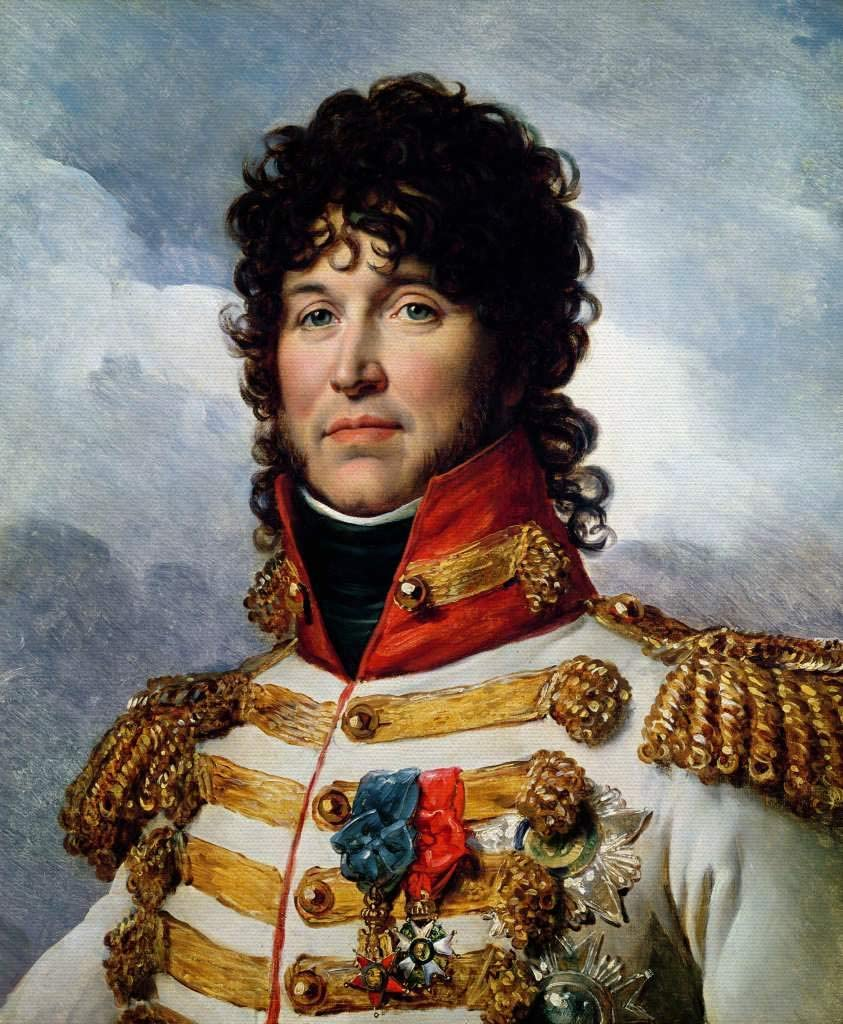
若阿尚·缪拉元帅

随着莫伦多夫退出战场，普军指挥官的信心大大减弱并最终破裂。当晚，他签署了投降条款。条款中包括彼得斯堡要塞向法军投降且大量火药和弹药需要移交法军。
总共约有12,000名奥兰治亲王威廉麾下的普鲁士和萨克森士兵成为俘虏，还有65门火炮被法军缴获。
另一消息来源称，有9,000至14,000名普鲁士士兵在投降时落入法国手中。这个数字可能包括多达8,000名伤员。在投降时，缪拉在爱尔福特附近拥有大约16,000名士兵。位于第一战斗序列的7000名骑兵由艾蒂安·德·南索蒂的第1胸甲骑兵师，让-约瑟夫·安热·多普尔的第2胸甲骑兵师，和马克-安托万·德·博蒙的第3龙骑兵师组成。
当第一批普军俘虏从爱尔福特行进到美因河畔法兰克福时，押送俘虏的法军小队遇到了50名普军骠骑兵。骠骑兵驱散了护卫的法军，解救了4,000至5,000名俘虏。当得知这件事时，愤怒的拿破仑将这一事件归咎于缪拉。普军方面，萨克森-魏玛-艾森纳赫公爵无法利用这一机会，他试图召回被解救的俘虏，但他们都逃跑了，没有人可以返回原部队。

## 结果
爱尔福特的投降使拿破仑得以将他的通讯线路从莱茵河西岸的美因茨改至美因河畔法兰克福、爱森纳赫、哥达和爱尔福特。拿破仑放弃了通过维尔茨堡和福希海姆的通讯线路。
爱尔福德一役后，缪拉带着他的三个骑兵师挺进巴特朗根萨尔察，但萨克森-魏玛公爵还是得以逃脱。路易·克莱因的第1龙骑兵师、路易·米歇尔·安托万·萨胡克的第4龙骑师和安托万·夏尔·路易·拉萨尔麾下的轻骑兵向东一路追赶普鲁士人，直到靠近魏森塞和布特尔施泰特。
历史学家弗朗西斯·洛林·佩特（Francis Loraine Petre）评论说，爱尔福特是普鲁士要塞指挥官一系列“怯懦投降”中的第一个。他写道，如果这座城市再坚持几天，拿破仑的整个计划可能会被推迟。但由于普军在爱尔福特的投降，拿破仑能够在战后立即让所有法军在没有遇到抵抗的情况下继续前进。

## 脚注
1. 1 2 3  Bodart 1908，第373頁.
2. 1 2  Petre 1993，第193頁.
3. 1 2 3 4 5  Petre 1993，第195頁.
4. ↑  Chandler 1966，第456頁.
5. ↑  Chandler 1966，第459頁.
6. ↑  Chandler 1966，第467-468頁.
7. ↑  Petre 1993，第84-85頁.
8. ↑  Chandler 1966，第470-471頁.
9. ↑  Chandler 1966，第472-473頁.
10. ↑  Petre 1993，第139頁.
11. ↑  Chandler 1979，第214-216頁.
12. ↑  Petre 1993，第192-193頁.
13. ↑  Petre 1993，第194頁.
14. 1 2  Smith 1998，第226頁.
15. 1 2  Chandler 1966，第498頁.
16. 1 2 3  Petre 1993，第196頁.